# Moasca
Moasca település Olaszországban, Piemont régióban, Asti megyében. Lakosainak száma 535 fő (2023. január 1.). Moasca Calosso, Castelnuovo Calcea, Agliano, Canelli és San Marzano Oliveto községekkel határos.

## Népesség
A település lakossága az elmúlt években az alábbi módon változott:
| Lakosok száma | 485  | 492  | 535  |
|               | 2017 | 2018 | 2023 |